# Service (The Walking Dead)
Service là tập thứ tư trong Phần 7 của series phim truyền hình The Walking Dead. Tập phim được phát sóng trên kênh AMC của Mỹ vào ngày 13 tháng 11 năm 2016. Khi phát sóng tại Mỹ, tập phim đã được 11,40 triệu người xem trong đó có 5,4 triệu người từ 18-49 tuổi.

## Nội dung tập
Ba ngày trôi qua  kể từ sau khi trở về Alexandria, Rick và Michonne đang nằm trên giường và quay lưng lại với nhau. Chợt Michonne quay sang nhìn Rick, người mà cô nghĩ rằng đang ngủ, rồi lặng lẽ ra khỏi giường, mặc quần áo, xuống dưới phòng khách lấy một khẩu súng giấu trong lò sưởi và rời khỏi. Cô không biết rằng Rick đã dậy và nhìn thấy cô rời đi.
Ra khỏi Alexandria, Michonne tới chỗ một cánh đồng vắng, trèo lên nóc một chiếc xe bỏ không ở đây và bắt đầu quan sát xung quanh. Ở nhà, Rick đi tới cũi của bé Judith và bế bé lên.
Rosita và Spencer lái xe tới chỗ cổng để chuẩn bị ra ngoài kiếm nhu yếu phẩm. Họ nhờ Eugene đang ngồi gần đó mở cổng hộ và hỏi xem liệu anh có muốn đi cùng không. Tuy nhiên, Eugene nói rằng mình đang bận sửa một máy phát nhạc để nạp cho The Saviors khi chúng đến đây. Đúng lúc đó, có tiếng của nhiều chiếc xe đi tới. Bước xuống từ đó là Negan cùng hơn 30 thành viên khác của The Saviors, trong đó có Daryl. Hắn liền đi tới trước cổng, dùng cây gậy Lucille gõ mạnh ba lần và yêu cầu được cho vào.
Rick liền chạy tới mở cổng rồi bảo rằng hắn đến quá sớm so với lời nói trước đó là 1 tuần sau mới tới. "Tại tao nhớ mày quá mà" - Negan nói rồi quay lại đập chết một xác sống đang tiến về phía họ. Hắn bảo rằng việc mình xử lý những xác sống tới gần Alexandria chính là đang "phục vụ" cho nhóm Rick. Sau đó, Negan đưa Lucille cho Rick cầm rồi cho quân tiến vào Alexandria. Khi Rick nhìn thấy Daryl và định hỏi chuyện, Negan liền cấm anh và tất cả những người khác tuyệt đối không được phép làm vậy.
Mặc cho Rick nói rằng anh đã để riêng một nửa đồ mà cộng đồng có ra cho The Saviors chỉ việc mang đi, Negan nói rằng hắn mới là người quyết định những thứ nào cần được lấy đi. Arat, một thành viên nữ cấp cao của The Saviors bắt đầu bảo đồng bọn đi lục soát từng căn nhà.
Trong khi Rick phải dẫn Negan đi xem quanh Alexandria, Dwight đi tới chỗ Rosita và Spencer rồi tịch thu hết súng mà họ có. Anh ta còn lấy đi chiếc mũ của Rosita, đổ hết nước của cô xuống đất và ra lệnh cho cô đi lấy chiếc mô tô của Daryl ở bên ngoài về. Với sự bực dọc, Rosita leo lên xe và cùng Spencer rời khỏi cộng đồng.
Tại cánh đồng kia, Michonne vẫn đang ngồi trên nóc chiếc xe và kiên nhẫn chờ đợi. Khi một xác sống từ xa xuất hiện, cô bắt đầu dùng khẩu súng mình đang có ngắm bắn. Sau rất nhiều phát đạn nhưng vẫn trượt, Michonne buộc phải rút kiếm ra xử lý con walker do nó đã đến quá gần. Tiến vào rừng, cô nhận ra rằng loạt đạn vừa rồi của mình đã bắn chết một con huơu.
Quay trở lại Alexandria, trong khi các thành viên The Saviors vẫn đang lục soát nhà của các cư dân, Negan được một kẻ tên Gary mang cho xem đoạn băng quay cảnh Rick được Deanna phỏng vấn lúc hồi đầu mới tới cộng đồng. Thấy Rick hồi đó kể rằng đã từng tiêu diệt rất nhiều kẻ ác, Negan mỉm cười mỉa mai và nói rằng giờ anh không còn có thể làm vậy nữa.
Tiếp đó, hắn bày tỏ thắc mắc rằng Maggie, người đang ốm yếu lúc cùng cả nhóm bị hắn bắt được và còn là vợ của "nạn nhân thứ hai", hiện đang ở đâu. Cha xứ Gabriel liền bước tới hỏi rằng liệu Negan có muốn bày tỏ niềm tiếc thương không. Nghe vậy, hắn quay qua hỏi Rick rằng liệu có phải Maggie đã chết không. Rick không nói gì và chần chừ trước khi tỏ vẻ xác nhận điều này. Họ cùng đi tới nghĩa trang của cộng đồng, nơi Negan nhìn thấy ngôi mộ của Maggie. Rick nhìn sang Gabriel thì thấy ông đang phủi đất trên quần. Trong lúc Negan đang nói rằng lẽ ra hắn định sẽ mời Maggie về làm "vợ" mình, có tiếng súng gần đó vang lên, khiến tất cả cùng vội vàng đi về phía đó.
Trong bệnh xá, Carl đang chĩa súng đe dọa David - một thành viên The Saviors. Cậu bảo rằng hắn ta đang lấy đi hết thuốc thang họ có trong khi lời chúng khẳng định trước đó sẽ chỉ là lấy đi một nửa. "Mấy người nên đi trước khi biết được rằng chúng tôi là những kẻ nguy hiểm đến thế nào" - Carl nói và trong khi Rick cố khuyên con trai hạ súng xuống, Negan lại tỏ vẻ hứng thú trước những lời của cậu. Cuối cùng, Carl đành hạ vũ khí khi Negan dọa sẽ giết hại thêm nhiều người. Vì hành động vừa rồi của cậu, Negan tuyên bố sẽ tịch thu toàn bộ súng của Alexandria.
Lát sau, Negan bảo Rick đưa hắn cùng đồng bọn tới kho vũ khí & lương thực, nơi họ gặp Olivia - người tự giới thiệu rằng mình là người ghi chép lại dữ liệu liên quan đến đồ được lấy ra sử dụng. Trong khi để đám tay sai đi thu hết súng, Negan bảo Rick rằng tạm thời hắn sẽ không lấy đi bất kỳ lương thực nào của Alexandria. Hắn cho rằng mối quan hệ giữa họ ban đầu có lẽ không được tốt đẹp, nhưng nếu biết điều hợp tác, Rick sẽ thấy hắn là người có lý lẽ thế nào. Negan hỏi rằng liệu có ai khác trong cộng đồng đang giữ súng bên ngoài không, và Rick trả lời rằng tất cả súng đều đang ở trong kho.
Bên ngoài, Rosita và Spencer tìm thấy xe của Daryl bên cạnh đường ray nơi anh ấy đã giấu nó. Vừa đưa chiếc mô tô lên xe, Spencer vừa bắt đầu phàn nàn về khả năng lãnh đạo của Rick và cho rằng chính Rick đã đẩy cộng đồng và tình cảnh như hiện tại. Anh ta không để ý rằng Rosita đã một mình lặng lẽ tiến vào rừng.
Arat kéo Olivia tới để báo với Negan rằng theo như sổ sách ghi chép, có hai khẩu súng bị thiếu trong kho vũ khí. Negan tỏ vẻ thất vọng vì Rick đã không trung thực và dọa sẽ giết Olivia nếu Rick không tìm được hai khẩu súng mất tích đó. Rick sau đó buộc phải triệu tập tất cả các cư dân tới nhà thờ để hỏi xem liệu có ai đang giữ chúng không. Anh cũng đồng thời thông báo rằng giờ đây Negan mới là kẻ nắm quyền và họ sẽ không có cách nào thoát khỏi sự cai trị của hắn. Eugene chợt nói rằng có một vài người không có mặt ở buổi tập trung này.
Rosita tìm thấy các thành viên The Saviors đi cùng Dwight đã gây ra cái chết của Denise, giờ đây chúng đã biến đổi thành xác sống và lang thang trong rừng. Cô giết hết chúng và lấy được một khẩu súng từ xác của một tên, mặc dù bên trong không có đạn. Khi Spencer tới được chỗ Rosita, cô nói rằng mình đang cần phải tìm súng vì nghĩ rằng Negan và đồng bọn của hắn sẽ tịch thu hết súng ở nhà.
Nghi ngờ Spencer là người đang giữ 2 khẩu súng do đã từng lấy đồ từ kho về dùng riêng, Rick cùng Gabriel và Aaron tới nhà của anh ta để lục soát. Vừa tìm kiếm, Gabriel bày tỏ suy nghĩ tích cực rằng sẽ có một lúc họ chống lại được Negan và bè lũ của hắn. Rick đáp lại ông bằng lời khen cho việc đã nhanh trí làm giả ngôi mộ của Maggie, dù anh vẫn giữ suy nghĩ rằng sẽ không thể chống lại kẻ địch. Cuối cùng, Rick tìm thấy hai khẩu súng mất tích cùng một ít lương thực được Spencer giấu trong lỗ thoát khí trên sàn nhà.
Ra khỏi nhà, Rick thấy Carl đang bực bội nhìn Enid bị tên David lúc nãy chọc ghẹo. Anh bèn trấn an con trai rằng chúng sẽ sớm rời khỏi đây rồi mang hai khẩu súng tới đưa cho Negan.
Rosita và Spencer về đến Alexandria khi Negan vừa cho một vài nhóm nhỏ của hắn mang đồ về trước. Đứng ở cổng, Rick nhìn thấy Michonne đang trốn trong một căn nhà bên ngoài và lén nhìn về phía họ. Sau một hồi cố thuyết phục Negan cho mình "vài giây", Rick được hắn đồng ý và chạy vào trong căn nhà đó để nói chuyện với Michonne. Anh nói rằng mình biết cô mang súng ra ngoài để tập bắn, nhưng họ cần phải nạp hết súng cho Negan, không thì hắn sẽ ra tay giết ai đó nếu phát hiện ra còn súng sót lại.
Lát sau, khi đi cùng Michonne vào trong, Rick phải đưa khẩu súng của cô cho Negan và nói dối hắn rằng Michonne vào rừng để săn thú. Anh xin phép Negan cho Daryl ở lại vì họ đã làm theo tất cả những gì hắn yêu cầu. Tuy nhiên, khi Negan quay sang hỏi rằng liệu anh ấy có muốn ở lại không, Daryl im lặng không nói gì. Negan bảo nhóm Rick hãy bắt đầu đi tìm đồ để cống nạp cho hắn vào tuần sau, đồng thời bảo tay sai tịch thu luôn con huơu mà Michonne vừa săn được.
Dwight lấy chiếc mô tô và Rosita và Spencer vừa mang về, đồng thời quăng trả lại mũ cho Rosita. Anh ta lái đến chỗ Daryl và nói rằng chỉ cần anh ấy lên tiếng thì sẽ được nhận lại nó. Daryl vẫn tiếp tục im lặng nên Dwight liền phóng ga đi khỏi.
Negan chưa muốn rời khỏi Alexandria cho đến khi được nghe Rick nói lời "cảm ơn" và Rick đành phải miễn cưỡng làm vậy. Một xác sống khác bên ngoài lại tiến đến chỗ họ và Negan lại ra giết nó. Cầm Lucille trong tay, Rick cố kìm nén sự giận dữ của mình và muốn dùng cây gậy để đánh chết Negan, tuy nhiên sau đó anh đã không làm vậy. Sau khi suýt bỏ quên Lucille mà Rick đang cầm, Negan tới lấy lại nó và cùng đồng bọn rời khỏi. Rick nhìn theo Daryl ngồi phía sau một chiếc xe và đi xa dần.
Sau khi đóng cổng chính, Rick đi đến chỗ Spencer để chỉ trích anh ta vì hành động giấu đồ riêng, suýt nữa làm nguy hại tới tính mạng mọi người. Spencer liền nói rằng lẽ ra họ nên thỏa thuận với The Saviors lúc còn có thể, và Glenn với Abraham chết đều là do Rick. Nghe vậy, Rick cảnh cáo sẽ bẻ gãy hàm Spencer nếu anh ta còn dám nói ra những lời như vậy trước khi bỏ đi.
Rosita cũng tới để trách Spencer rằng vì sao anh ta không hề nói gì về chuyện có súng giấu riêng, trong khi cô đã phải khổ cực mãi mới tìm được một khẩu. Spencer liền giải thích rằng mình đã giấu súng được một thời gian vì không tin tưởng khi Rick lãnh đạo cộng đồng. Khi anh ta đã đi khỏi, Rosita thò tay vào chỗ bánh xe để lấy ra khẩu súng mà cô lấy được lúc ở ngoài rừng.
Rick đang trải chăn ra nền phòng ngủ. Anh nói với Michonne rằng quân The Saviors đã lấy đi gần hết đệm nằm của họ. Khi Michonne bảo rằng họ đã sống sót được lâu như thế này là nhờ đấu tranh, Rick đáp lại rằng The Saviors quá đông đảo, kể cả nếu như họ hợp sức với Hilltop. Anh lần đầu kể cho cô nghe về người bạn của mình - Shane, về chuyện anh ta đã quan hệ với Lori và Judith có lẽ chính là con của Shane. Mặc dù vậy, Rick vẫn học cách chấp nhận điều đó để nuôi Judith khôn lớn. Anh cho rằng họ cũng nên học cách chấp nhận sự cai trị của Negan để được sống yên ổn.
Mặc dù nói với Rick rằng cô cũng sẽ cố học cách chấp nhận, Michonne vẫn quay trở lại cánh đồng vắng kia ngồi một mình và chợt nhìn thấy có một cột khói bốc lên từ xa. Lại gần và nhìn thấy số đệm The Saviors tịch thu từ Alexandria đã bị chúng đốt hết, cô không thể giấu nổi sự tức giận.
Tối hôm đó, Rosita nhặt một vỏ đạn dưới đất và tới gõ cửa nhà Eugene. Khi anh ra mở cửa, cô nói rằng: "Hãy làm đạn cho tôi đi".

## Diễn viên

### Diễn viên chính
- Andrew Lincoln vai Rick Grimes
- Norman Reedus vai Daryl Dixon
- Lauren Cohan vai Maggie Greene*
- Chandler Riggs vai Carl Grimes
- Danai Gurira vai Michonne
- Melissa McBride vai Carol Peletier*
- Lennie James vai Morgan Jones*
- Sonequa Martin-Green vai Sasha Williams*
- Alanna Masterson vai Tara Chambler*
- Josh McDermitt vai Eugene Porter
- Christian Serratos vai Rosita Espinosa
- Jeffrey Dean Morgan vai Negan
- Seth Gilliam vai Gabriel Stokes
- Ross Marquand vai Aaron
- Austin Nichols vai Spencer Monroe
- Austin Amelio vai Dwight
- Tom Payne vai Paul Rovia*
- Xander Berkeley vai Gregory*

### Diễn viên định kỳ
- Katelyn Nacon vai Enid
- Ann Mahoney vai Olivia
- Jason Douglas vai Tobin
- Kenric Green vai Scott

*Không xuất hiện trong tập này

### Các diễn viên phụ khác
- Jordan Woods-Robinson vai Eric Raleigh
- Ted Huckabee vai Bruce
- Dahlia Legault vai Francine
- Mandi Christine Kerr vai Barbara
- David Marshall Silverman vai Kent
- Vanessa Cloke vai Anna
- Martinez vai David
- Elizabeth Ludlow vai Arat
- Mike Seal vai Gary
- Robert Walker-Branchaud vai Neil
- Chloe & Sophie Garcia-Frizzi vai Judith Grimes
- Curtis Jackson vai Bob Miller

## Cái chết trong tập
- Một con hươu
- Neil (Sau khi biến đổi)
- 4 thành viên The Saviors khác (Sau khi biến đổi)

## Đánh giá
Nhìn chung, "Service" nhận được phản hồi tốt từ giới phê bình, với 66% trong số 32 bài đánh giá trên trang Rotten Tomatoes là theo hướng tích cực. Việc khắc họa cuộc sống của phe Rick dưới sự cai trị của The Saviors được đánh giá cao. Mặc dù vậy, nhiều nhà phê bình đã dẫn chứng ra nhiều điểm trừ cho tập phim như việc kéo dài thời lượng phát sóng lên 90 phút là hoàn toàn không cần thiết, mạch truyện vẫn còn chậm và chưa mang đến nhiều tình tiết mới kể từ đầu mùa phim, và diễn xuất của Jeffrey Dean Morgan trong vai Negan sau tập "The Day Will Come When You Won't Be" vẫn chưa thực sự đột phá để cho thấy cá tính mới lạ nào khác từ nhân vật này. Noel Murray của tờ Rolling Stone thậm chí còn miêu tả cảm giác "ức chế" khi xem tập phim này như "một viên thuốc to, đắng và khó nuốt".

## Bên lề
- Lần xuất hiện đầu tiên của: Arat, Gary, David.
- Tên của tập phim - "Service" đến từ lời nói của Negan khi gặp Rick ở cổng vào Alexandria. Nó cũng ngụ ý cho việc Alexandria đang phải "phục dịch" The Saviors.
- Đây là tập phim thứ 7 trong toàn bộ series có thời lượng phát sóng (bao gồm cả quảng cáo) được kéo dài lên 90 phút
  - Đây cũng đồng thời là tập thứ 2 có thời lượng như vậy mà không phải là tập đầu hay tập cuối của một mùa phim, sau "Here's Not Here".
- Tập phim được dựa trên các tình tiết trong Chương 103 của bộ truyện tranh cùng tên.
- Lon nước mà Negan uống trong tập chính là một những lon soda cam mà Denise nhờ Daryl lấy về để tặng Tara trong tập "The Next World".
- Bốn nốt nhạc mà Negan ngân nga trước khi dùng Lucille đập vào cổng Alexandria chính là bốn nốt nhạc đầu tiên của "Bản Giao Hưởng Số 5" của Beethoven. Mô típ bốn nốt nhạc này thường để tượng trưng cho việc "định mệnh tới gõ cửa".
- Rick cảnh cáo Spencer rằng sẽ bẻ gãy hàm và đập văng hết răng của anh ta. Điều này tương tự với việc anh từng nói với Shane trong tập "18 Miles Out" rằng muốn bẻ gãy hàm và làm Shane mắc nghẹn bởi đống răng của chính mình.
- Các cảnh giữa Jeffrey Dean Morgan (Negan) và Ann Mahoney (Olivia) trong tập đã phải quay lại nhiều lần do tính cách hài hước của Mahoney liên tục làm hai diễn viên bật cười giữa chừng.
- Những quả bóng mà Enid cầu xin David đừng lấy đi là loại bóng bay màu xanh mà cô bé từng cùng Glenn dùng để báo hiệu cho những người ở nhà trong tập "Heads Up".
- Rick bày tỏ suy nghĩ của mình trong tập này rằng bé Judith là con của Shane. Điều này tương tự với cảnh trong Chương 76 của truyện tranh khi mà Rick cũng thổ lộ với Douglas Monroe điều tương tự rằng Judith rất có thể là con Shane.
  - Josh McDermitt (Eugene) đã cảm động rơi nước mắt khi đọc kịch bản đoạn Rick thổ lộ với Michonne về bố đẻ của Judith.

## Lỗi phim
- Khi Rosita gặp lại Neil trong hình hài xác sống, tóc hắn có thể thấy là dài hơn một chút so với lần xuất hiện đầu trong tập "Twice As Far".